# Leonardo Velázquez
Leonardo Velázquez Valle (6 de noviembre de 1935 - 20 de julio de 2004) fue un compositor mexicano. Nació el 6 de noviembre de 1935, en la ciudad de Oaxaca. su familia era originaria de una población de gran tradición musical: Villa Hidalgo Yalalag, comunidad zapoteca situada en la Sierra de Juárez. A los ocho años de edad emigró con su familia a la Ciudad de México. En el Distrito Federal ingresó a un curso para niños en el Conservatorio Nacional de Música, donde inició su formación musical con el maestro Agustín Montiel Castillo. Posteriormente estudió percusiones con el maestro Carlos Luyando, primer timbalista de la Orquesta Sinfónica Nacional de México. A los dieciséis años empezó a componer pequeñas obras bajo la guía del maestro Blas Galindo.
Falleció el 20 de julio de 2004 en las playas de Varadero, Cuba. 

## Obra musical
En la obra de Velázquez se cuentan piezas para percusiones, orquesta sinfónica y ballet, entre las que destacan Divertimento, Suite para orquesta, Cuauhtémoc y Dúo concertante para piano a cuatro manos. Asimismo es autor de unas Fanfarrias que sometió a concurso para las Juegos Olímpicos de Verano de 1968 pero las ganadoras fueron las compuestas por Carlos Jiménez Mabarak (1919-1994). La mayor parte de su catálogo de compositor se inscribe en la tradición tonal, aunque también compuso algunas piezas modales y seriales.
Es considerado uno de los defensores del nacionalismo musical de México.

## Música para cine
A lo largo de su vida, Velázquez compuso alrededor de cuarenta partituras originales para películas de directores como Felipe Cazals, Giovanni Corporal, Alfonso Arau, Alfredo Joskowicz, Marcela Fernández Violante, Julián Pastor, Arturo Ripstein y Gonzalo Martínez, entre las cuales se encuentran El brazo fuerte, El jardín de los cerezos, Estas ruinas que ves, El vuelo de la cigüeña, El tres de Copas, Morir de madrugada, Calzonzin inspector, Cananea, Nocturno amor, El hombre de la mandolina, El héroe desconocido, Rastreo de muerte, Bajo la metralla y Seducción.

## Testimonios
Se reproduce a continuación esta entrevista hecha para el libro México: su apuesta por la cultura. El siglo XX, testimonios desde el presente (Grijalbo/proceso/UNAM, 2003):
En su casa y estudio por los rumbos del Museo Anahuacalli de Diego Rivera, el compositor oaxaqueño Leonardo Velázquez ve caer la lluvia. Dice, a sus 65 años de edad, con un dejo de nostalgia:
"Hoy [la Ciudad de México] ya es otra ciudad. Antes nos conocíamos y veíamos seguido todos los que hicimos el nacionalismo musical de México, lo más importante que se dio en el siglo XX." En este texto, Velázquez destaca la obra de Manuel M. Ponce, José Rolón, Ricardo Castro y Felipe Villanueva. Luego añade:
"Pero el más importante de este movimiento fue Silvestre Revueltas, usted escucha cualquiera de sus obras e inmediatamente la identifica. De personalidad muy recia, avasalladora, su música posee gran sentido del ritmo y del color. Yo pienso que capta perfectamente el espíritu mexicano de la feria, del pueblo; el carácter a veces dramático y a veces festivo o burlón, sardónico del mexicano. Fue una obra muy bien escrita."
Frente a su piano y algunos objetos de barro negro de Oaxaca, Velázquez concluye:
"Si no hubiera habido un Revueltas, algo le habría faltado a México."